# ماسارو هاماگوچی
ماسارو هاماگوچی (انگلیسی: Masaru Hamaguchi؛ زادهٔ ۲۹ ژانویهٔ ۱۹۷۲) بازیگر، و کمدین اهل ژاپن است. وی از سال ۱۹۹۰ میلادی تاکنون مشغول فعالیت بوده‌است.